# Thaumatographa
Thaumatographa is een geslacht van vlinders van de familie bladrollers (Tortricidae), uit de onderfamilie Chlidanotinae.

## Soorten
- T. aurosa (Diakonoff & Arita, 1976)
- T. caminodes (Meyrick, 1905)
- T. cladara Diakonoff, 1977
- T. crocochorista Diakonoff, 1983
- T. cubensis Heppner
- T. cymatodes Diakonoff, 1983
- T. decoris (Diakonoff & Arita, 1976)
- T. dolichosticha Diakonoff, 1977
- T. eremnotorna (Diakonoff & Arita, 1976)
- T. excellens Pagenstecher, 1900
- T. ferox (Meyrick, 1921)
- T. leucopyrga (Meyrick, 1912)
- T. macaria Diakonoff, 1977
- T. machaerophora (Diakonoff & Arita, 1976)
- T. mesostigmatias Diakonoff, 1977
- T. oenobapta Diakonoff, 1977
- T. opistocapna Diakonoff, 1977
- T. phlox Diakonoff, 1977
- T. pyranthis (Meyrick, 1907)
- T. spermatodesma (Diakonoff, 1955)
- T. tornoxena Diakonoff, 1977
- T. undosa Diakonoff, 1977
- T. zapyra (Meyrick, 1886)